# Parkview
Parkview je kancelářská budova na Pankráci v Praze 4, na rohu ulic Hvězdova a Pujmanové, v sousedství Centrálního parku Pankrác.
Je poslední z výškových budov multifunkčního centra "City" na Pankrácké pláni dle architektonicko-urbanistické studie ateliéru Richard Meier & Partners, kterou zadala v roce 1999 developerská skupina ECM. Ta se ovšem nevyrovnala s následky globální finanční krize a zkrachovala; realizace pěti z deseti staveb se zastavila v roce 2011 a postupně je převzali jiní investoři. Projekt Parkview od ECM koupila společnost Skanska Property, která postavila i sousední budovu City Green Court (2012).
Stavba Parkview započala koncem roku 2018, dokončena byla v roce 2020. Na projektu se podílelo architektonické studio CUBOID Architekti; projektantem byla firma m3m. 
Parkview v lednu 2021 koupil za 77 mil EUR jeden z největších evropských realitních fondů Deka Immobilien.

## Popis
Parkview je devítipodlažní administrativní centrum s plánovanou plochou téměř 16 000 m². Charakteristickým znakem je bílá fasáda, členěná balkonky od druhého do sedmého patra. Fasáda obsahuje unikátní systém vnějšího stínění s 3D prvky z perforovaného hliníku, který má nájemcům poskytnout příjemné pracovní prostředí bez přílišného oslnění sluncem a zároveň přispívat k úsporám energie. 
Půdorys budovy ve tvaru písmene U a skleněné výplně na fasádě mají kancelářím zajistit vysoký podíl přirozeného osvětlení po většinu dne. V atriu budovy vznikl veřejně přístupný prostor se zapuštěným ostrůvkem, obklopený stromy a zelení jako prostor k relaxaci. V atriu byla umístěna světelná instalace umělce Marka Číhala, která je zavěšena u stropu a která se vznáší jako svítící mrak nad zelení v atriu. 
V prosinci 2020 budova Parkview získala nejvyšší certifikát LEED Platinum za energeticky úsporný provoz a minimální dopad na životní prostředí a o certifikát WELL Gold. Ten hodnotí kvalitu vnitřního prostředí z pohledu nájemců - sleduje prvky, které mají vliv na zdraví a duševní pohodu lidí prostřednictvím kvality ovzduší, vody a přístupu ke zdrojům světla. V soutěži Stavba roku 2021 získala budova Cenu CraftEdu za mimořádně šetrný přístup k životnímu prostředí.
Ještě v roce 2018 si čtvrtinu plochy pronajala společnost IWG pro coworkingové centrum Spaces. V budově dále sídlí například společnosti Grant Thornton a Jacobs Douwe Egberts.

## Průběh stavby

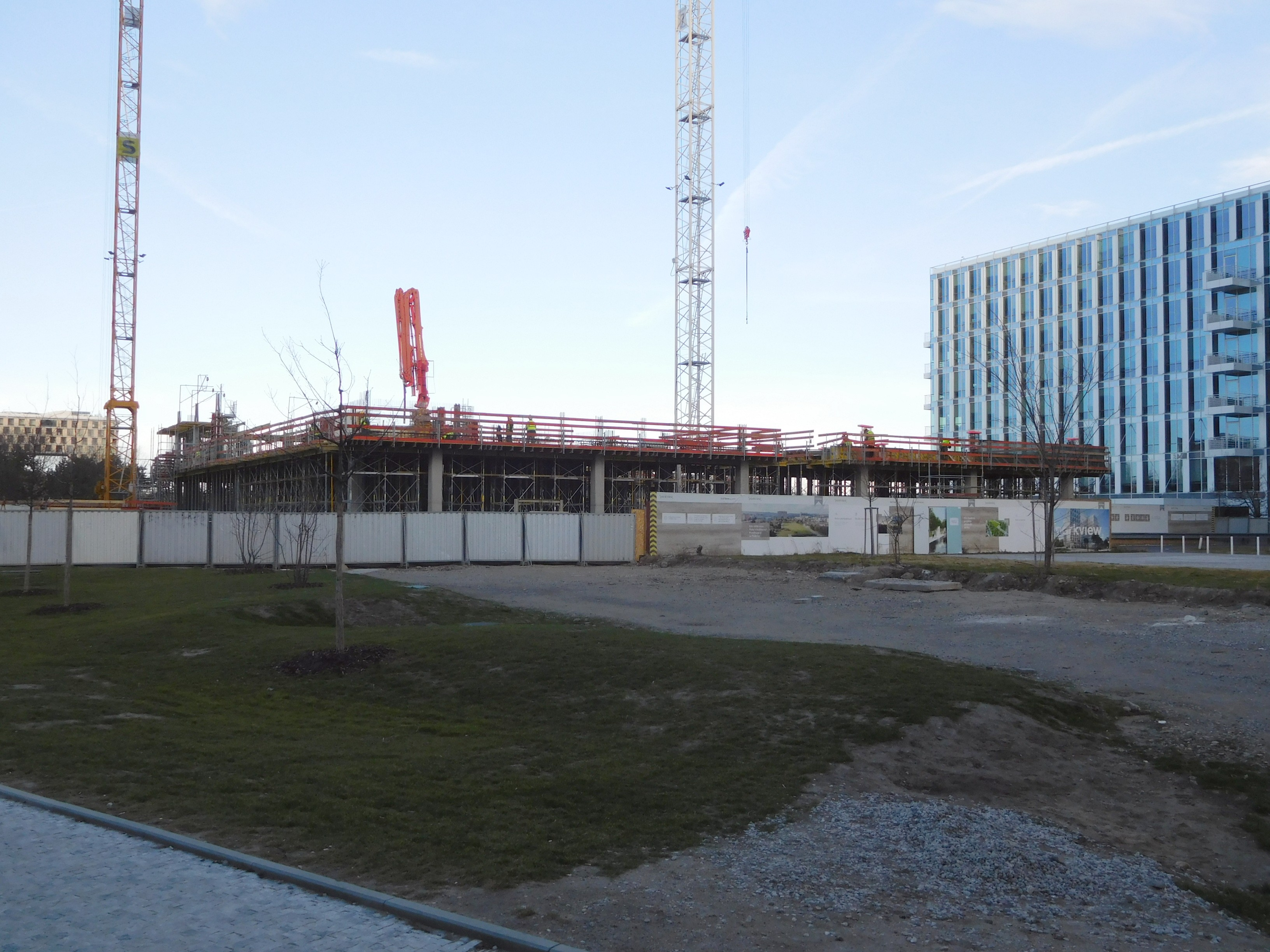
3/2019
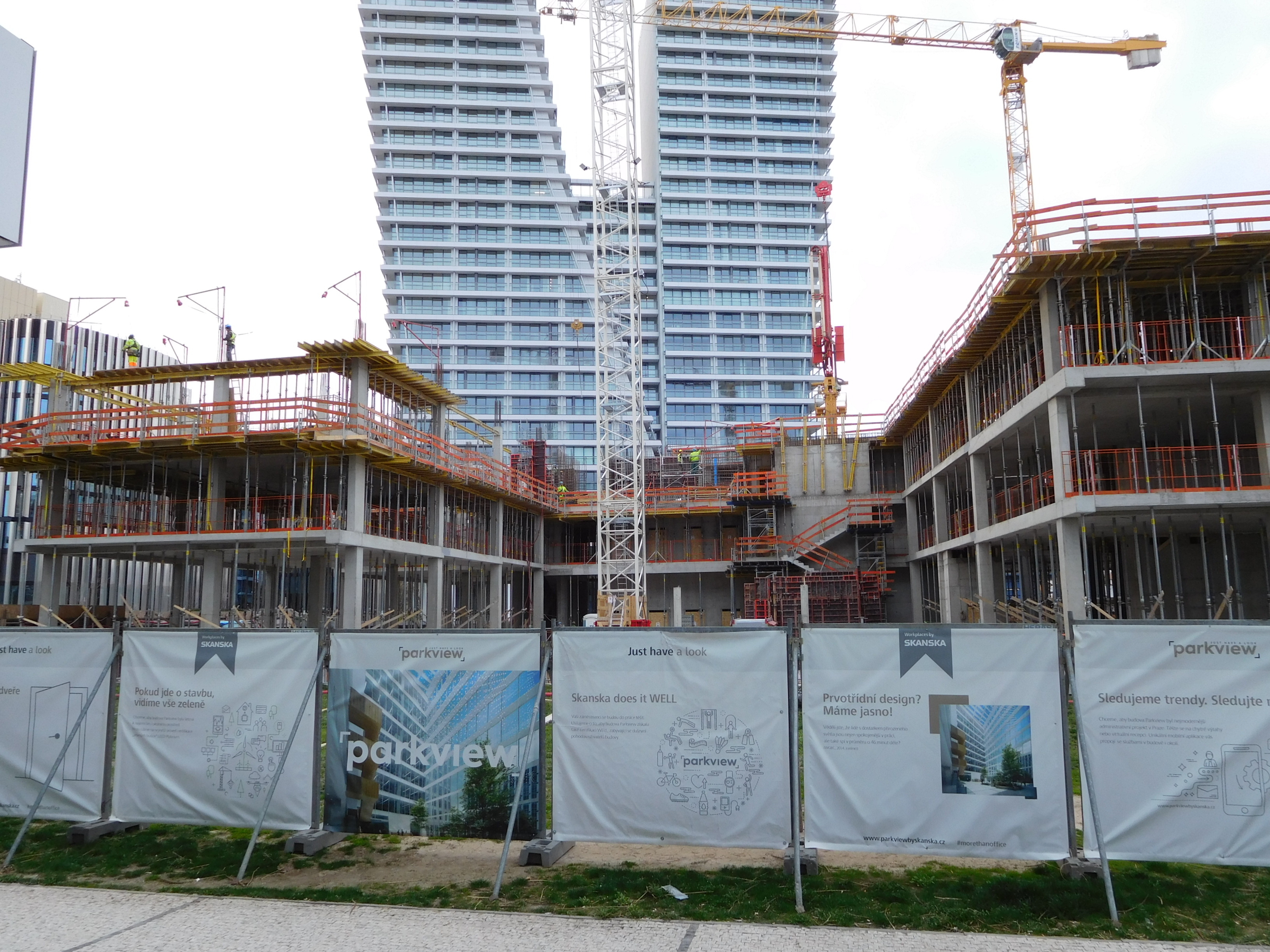
4/2019
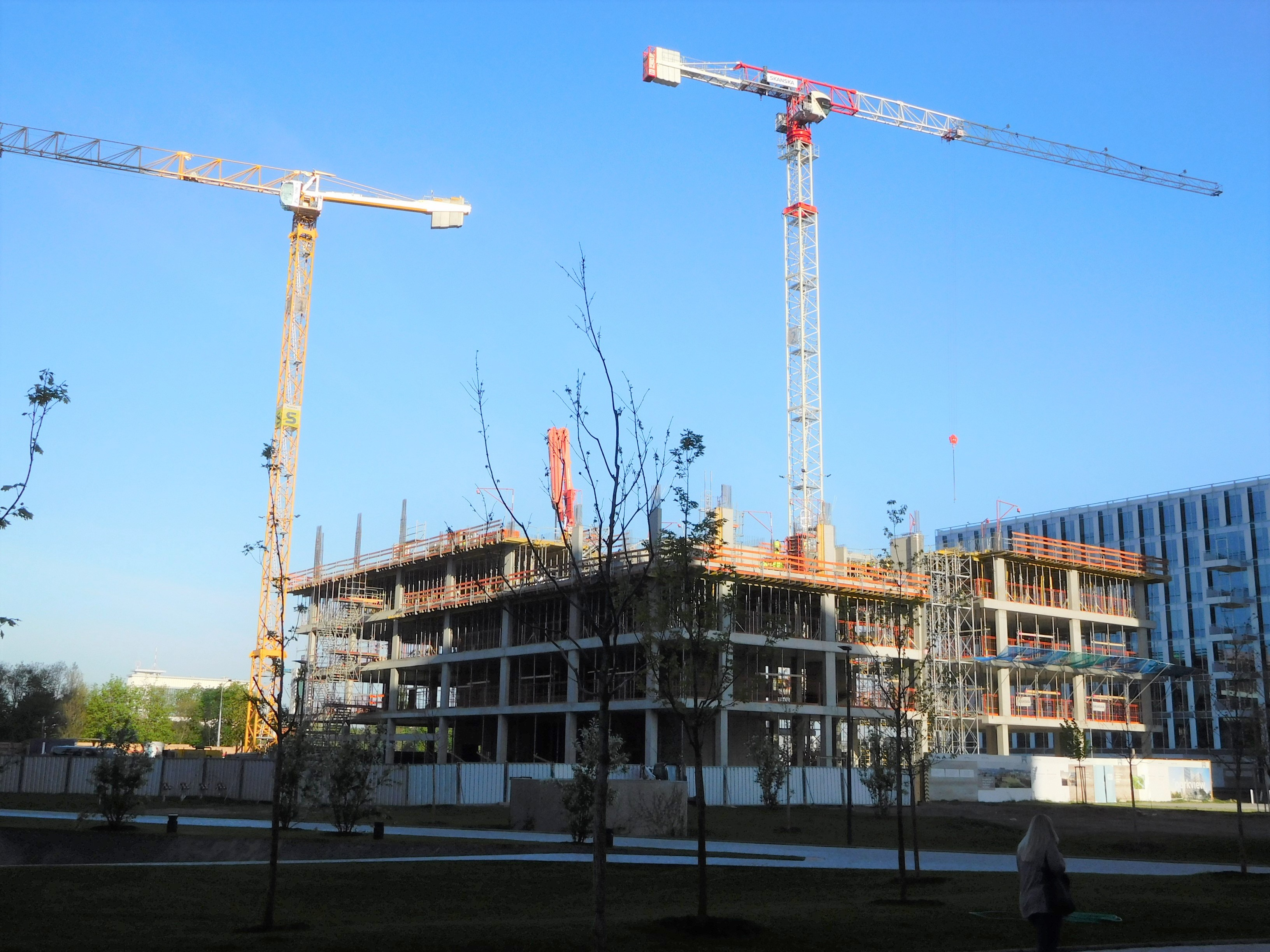
4/2019
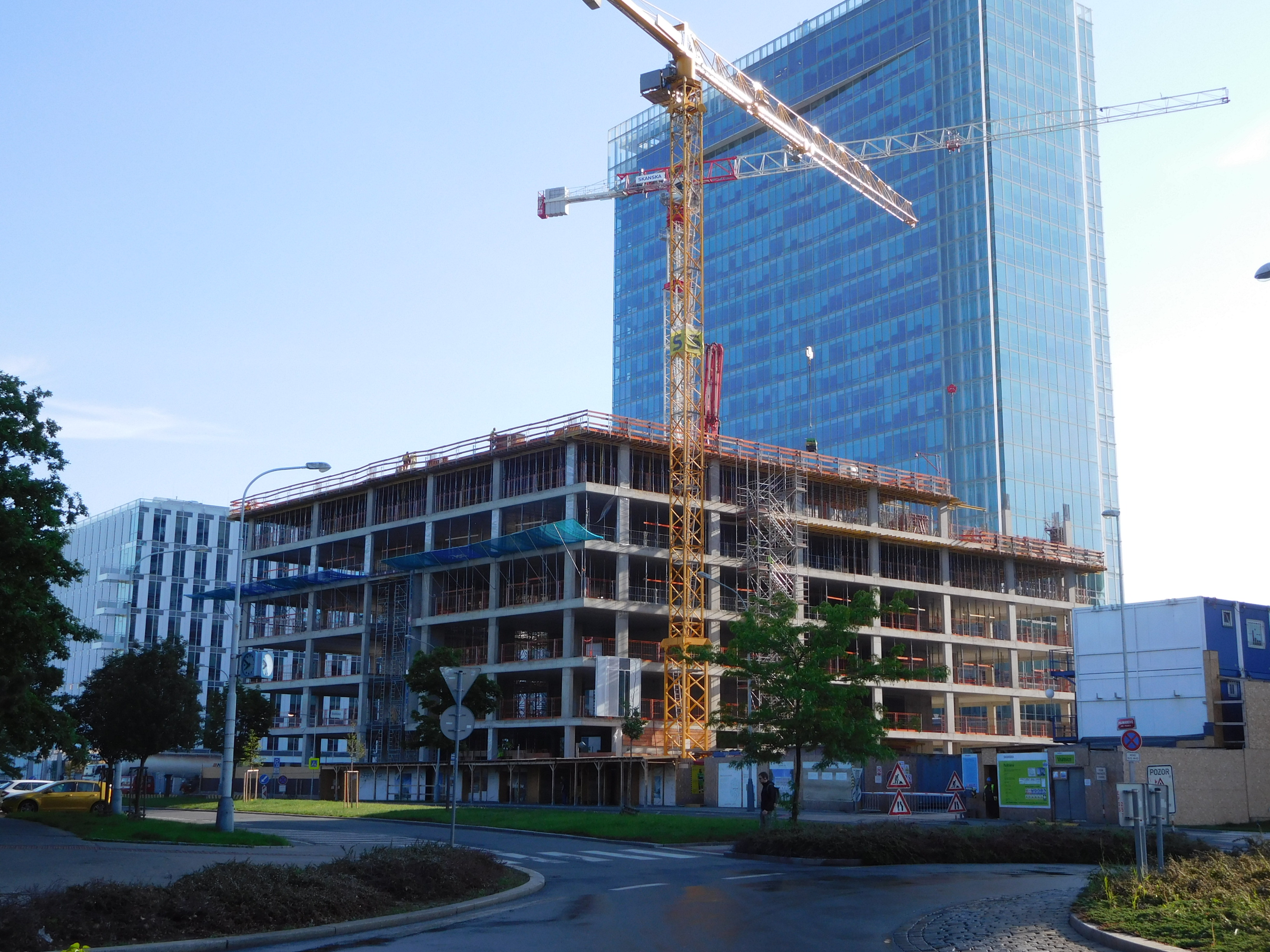
5/2019
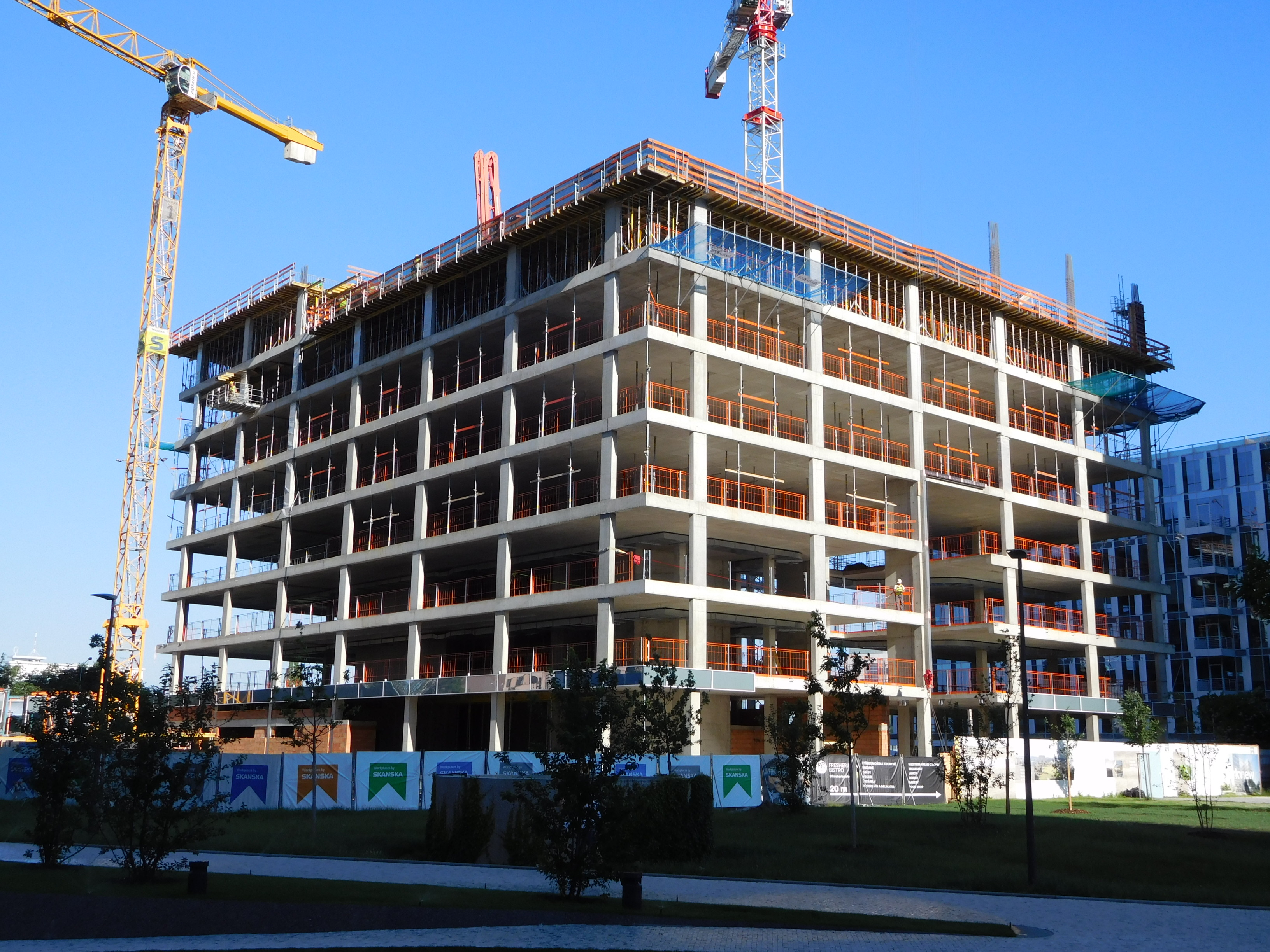
6/2019
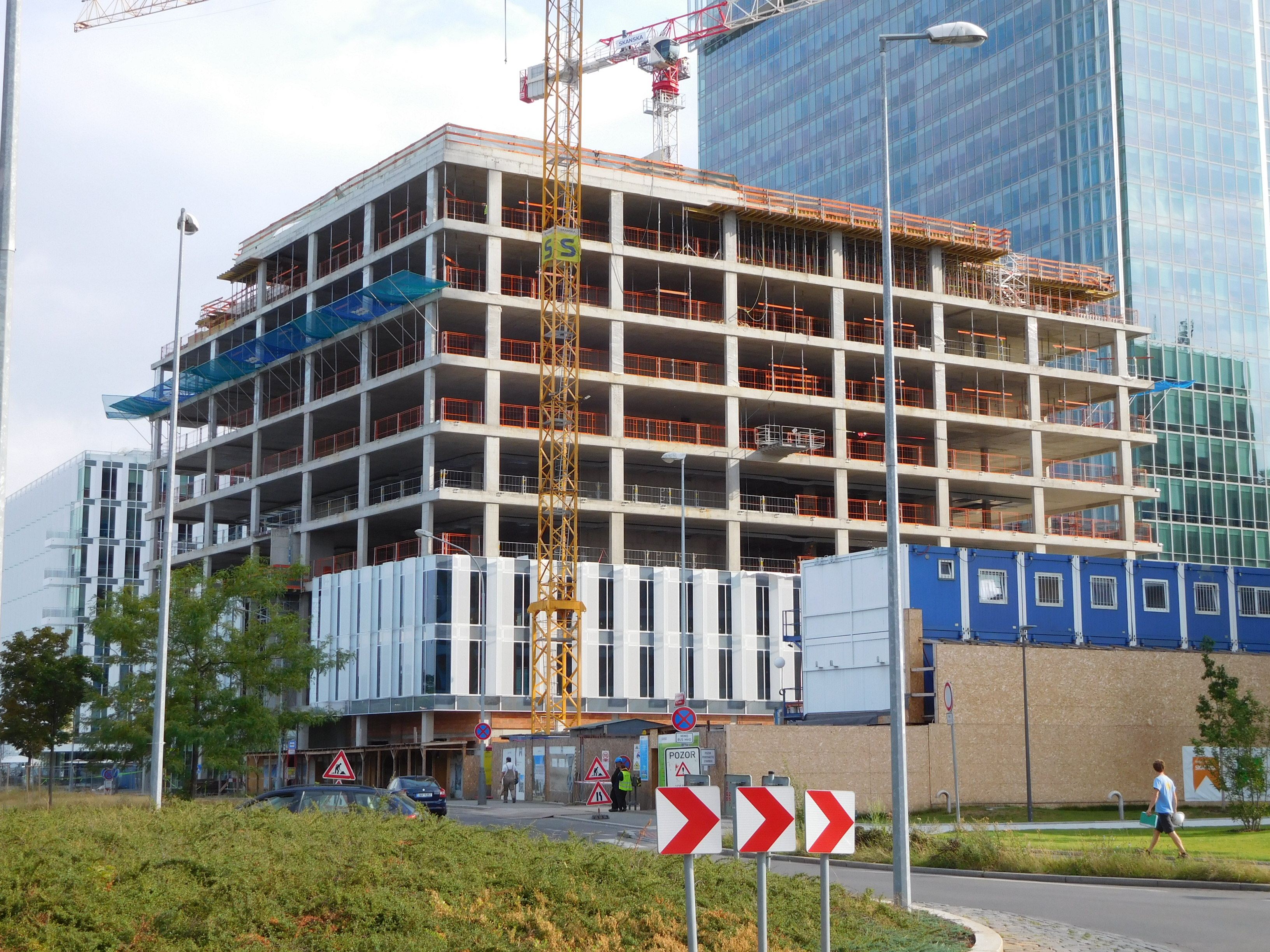
8/2019
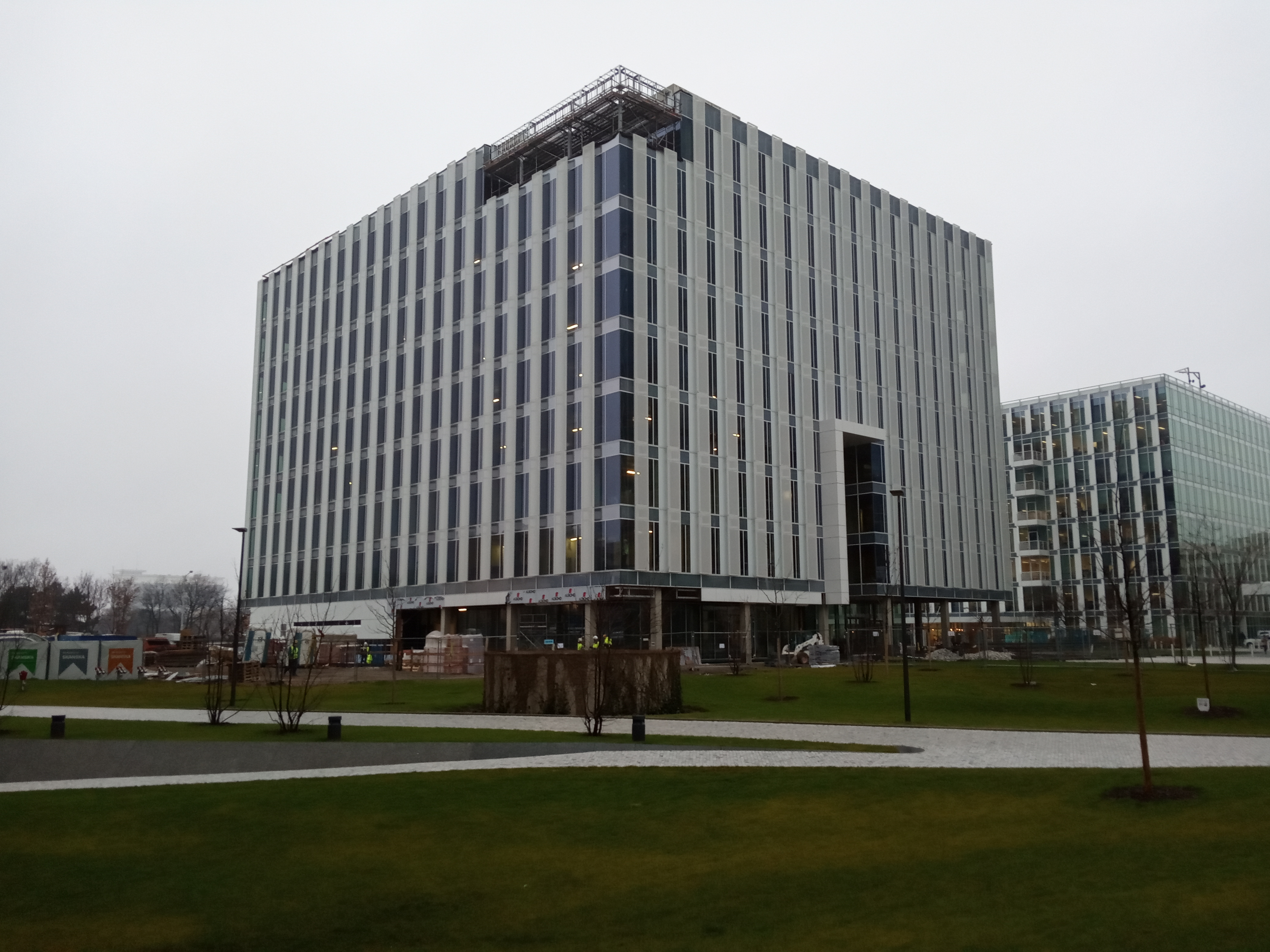
1/2020
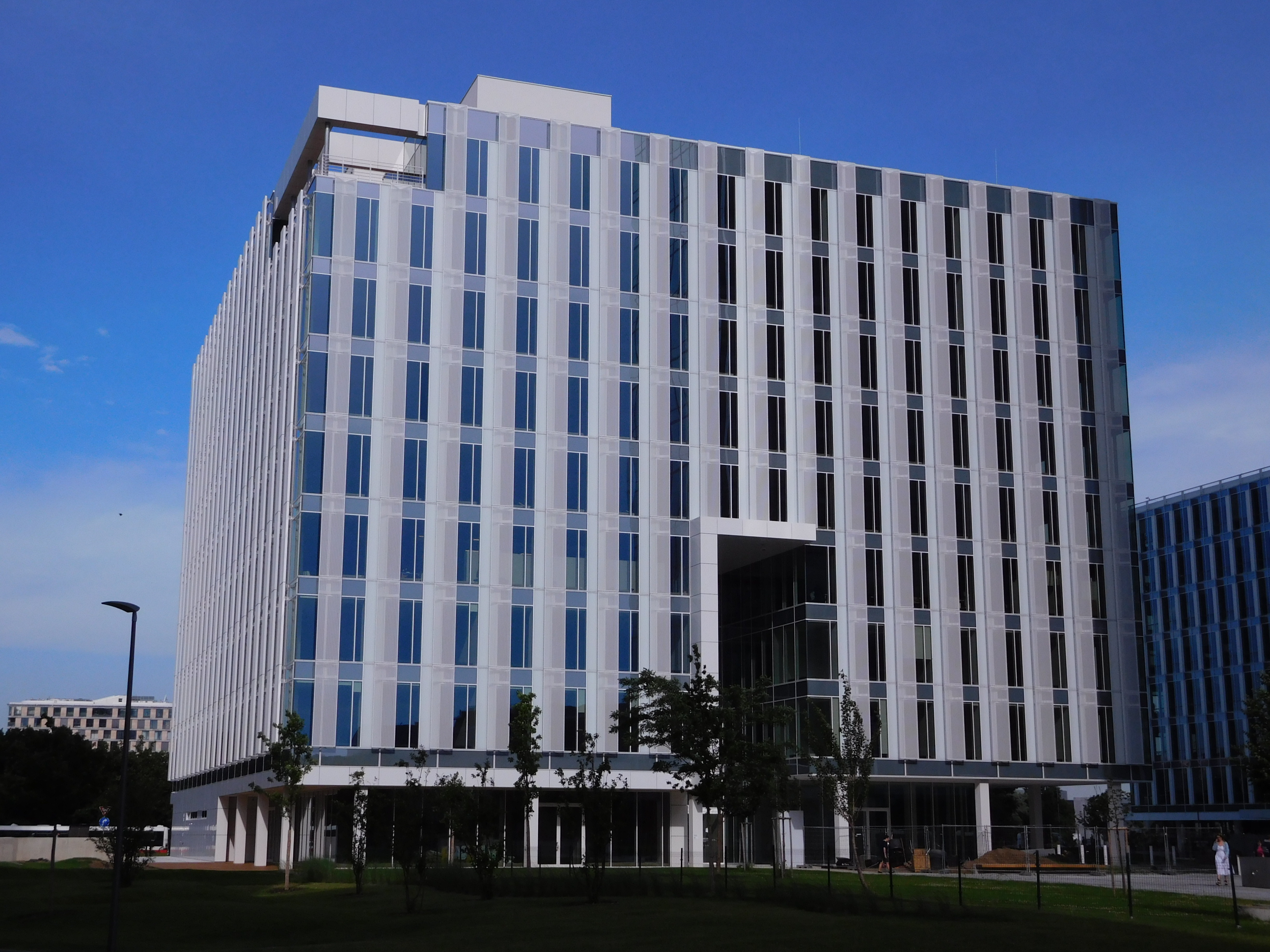
6/2020
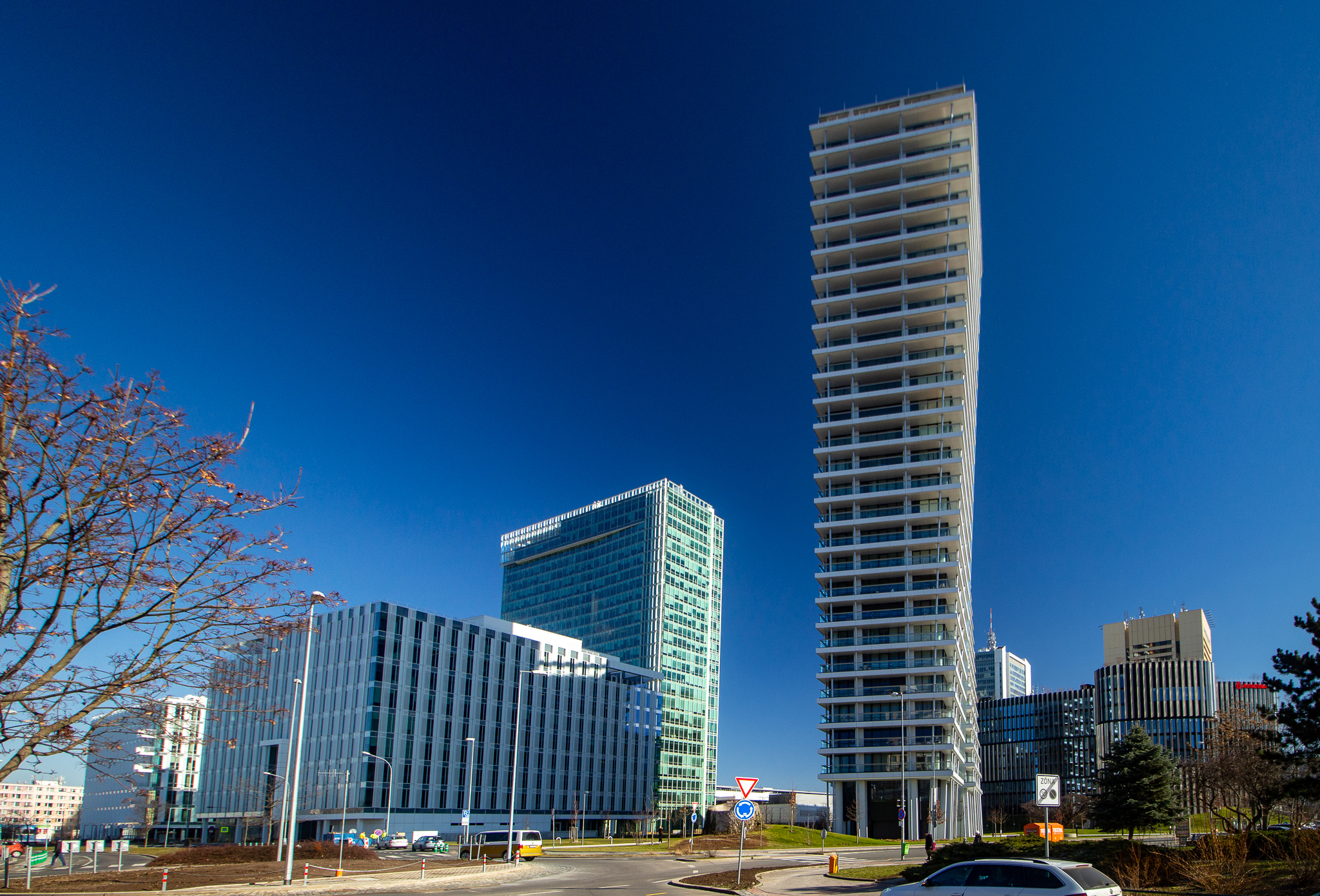
3/2021